# Qui Pluribus
Qui Pluribus (sobre fé e religião) foi uma encíclica promulgada pelo Papa Pio IX, em 9 de Novembro de 1846, onde destacou a tentativa do acoplamento do liberalismo político sobre a religião, condenando-o, assim como o indiferentismo religioso perante essa circunstância. Nomeadamente aí contestou o racionalismo, a liberal crença de que a razão possa ser colocada acima da fé.

Alerta também convictamente para os perigos das ideias marxistas, trazidas por essa política, referido especificamente que: 
Igualmente é um documento que é visto como uma condenação à carbonária em particular e à maçonaria em geral. Embora não as tenha directamente mencionado, sim fala em seitas secretas é assim entendido pelo geral por a primeira estar reconhecidamente envolvida nessa altura na História da Itália e a segunda por fazer parte da mesma, ambas com essas características aí abordadas. Na verdade vem mais tarde a referenciá-lo, depois, Pio XII em Humanum Genus.
Há quem considere que é uma carta apostólica que fundamenta a Doutrina Social da Igreja.